# Импульс (DC Comics)
Импульс (англ. Impulse) — псевдоним троих супергероев из комиксов издательства DC Comics.

## История публикаций
Кент Шекспир был первым во Вселенной DC Comics супергероем, известным под псевдонимом Импульс. Он дебютировал в выпуске Legion of Super-Heroes vol. 4 #12 (октябрь 1990). Вторым супергероем, носившим этот псевдоним, был Барт Аллен, дебютировавший на страницах выпуска Flash vol. 2 #92 (июнь 1994). Айрис Уэст стала третьим обладателем этого имени, её первое появление как Импульса состоялось в выпуске Flash vol.2 #225 (октябрь 2005)

## Вымышленная биография

### Кент Шекспир
Первым персонажем, которого показали использующим псевдоним Импульс, был Ричард Кент Шекспир (англ. Richard Kent Shakespeare). Данный персонаж впервые появился во флэшбеке на страницах выпуска Legion of Super-Heroes vol. 4 #53.

### Барт Аллен
Страдая от сверхбыстрого метаболизма, Барт Аллен старел быстрее обычного человека, что привело к тому, что он в свои два года выглядел на двенадцать. Для того, чтобы у него не начались проблемы с психическим здоровьем, он был помещён в механизм, генерирующий виртуальную реальность, где скорость хода времени компенсировала скорость взросления Барта. Когда стало ясно, что это не помогает, его бабушка, Айрис Уэст, отправила его назад во времени, в настоящее, где Флэш, Уолли Уэст, перехитрил Барта в гонке вокруг света. Вынудив Барта на сверхбыстрый рывок, он вернул его метаболизм к нормальному состоянию. Поскольку Барт почти всё детство провёл в смоделированном мире, то у него не было чувства осторожности, и он сперва бросался в бой, а потом думал. Импульсивность Барта оказалась слишком большой проблемой для Уолли, и он отправил его к спидстеру в отставке Максу Меркурию, который вместе с Бартом перебрался в Манчестер, Алабама. В выпуске Impulse #50 показано, как Бэтмен фактически называет Барта «Импульсом», больше предупреждая молодого супергероя, чем делая ему комплимент.

### Айрис Уэст II
Айрис Уэст недавно обнаружила, что она и её брат делят доступ к Силе Скорости, и решила разрушить данную симбиотическую связь, вобрав всю силу в себя. Джесси Чемберс, направляемая Джонни Куиком, использует свою «Формулу Скорости», чтобы спасти Айрис жизнь. Айрис принимает новую роль вместе с мантией Импульса, так как Барт уже присоединился к Юным Титанам как Кид Флэш.

## Вне комиксов
- Барт Аллен, как Импульс, показан в телесериале «Тайны Смолвиля», где его сыграл актёр Кайл Галлнер.
- Джейсон Марсден озвучил Барта Аллена/Импульса в мультсериале «Юная Лига Справедливости».